# 2023-as férfi vízilabda-világbajnokság
A 2023-as férfi vízilabda-világbajnokság a 20. volt a sportág történetében. A tornát az úszó-világbajnoksággal egyidőben Fukuokában, Japánban rendezték július 17. és 29. között. A címvédő a spanyol válogatott volt. A világbajnokságot Magyarország nyerte, miután a döntőben büntetőkkel legyőzte Görögországot.

## Helyszín
| Fukuoka              | Fukuoka |
| -------------------- | ------- |
| Marine Messe Fukuoka | Fukuoka |
| Férőhely: 15 000     | Fukuoka |
|                      | Fukuoka |

## Résztvevők
| Esemény                       | Dátum                                | Helyszín     | Kvóta | Csapat                                               |
| ----------------------------- | ------------------------------------ | ------------ | ----- | ---------------------------------------------------- |
| Rendező                       | –                                    | –            | 1     | Japán                                                |
| 2022-es világliga             | 2022. január 8. – július 27.         | Strasbourg   | 2     | Olaszország · Egyesült Államok                       |
| 2022-es világbajnokság        | 2022. június 21. – július 3.         | Budapest     | 4     | Spanyolország · Görögország · Horvátország · Szerbia |
| 2022-es Európa-bajnokság      | 2022. augusztus 29. – szeptember 10. | Split        | 3     | Magyarország · Franciaország · Montenegró            |
| 2022-es Ázsia-bajnokság       | 2022. november 7–14.                 | Szamutprakan | 2     | Kína · Kazahsztán                                    |
| 2023-as Pánamerikai bajnokság | 2023 április                         | Bauru        | 2     | Kanada · Brazília · Argentína                        |
| Afrikai szabadkártya          | –                                    | –            | 1     | Dél-afrikai Köztársaság                              |
| Óceániai szabadkártya         | –                                    | –            | 1     | Ausztrália                                           |
| Összesen                      |                                      |              | 16    |                                                      |

Brazília a világbajnokság előtt visszalépett, Argentína helyettesítette.

## Sorsolás
A csoportkör sorsolását 2023. április 18-án tartották Athénben, a női világkupa selejtező tornáján.

### Kiemelés
A kiemelést 2023. április 12-én jelentették be.
| 1. kalap                                                 | 2. kalap                                           | 3. kalap                                            | 4. kalap                                            |
| -------------------------------------------------------- | -------------------------------------------------- | --------------------------------------------------- | --------------------------------------------------- |
| Spanyolország · Görögország · Horvátország · Olaszország | Szerbia · Egyesült Államok · Kanada · Magyarország | Argentína · Montenegró · Franciaország · Ausztrália | Dél-afrikai Köztársaság · Japán · Kína · Kazahsztán |

## Csoportkör
A mérkőzések kezdési időpontjai helyi idő szerint (UTC+9), zárójelben magyar idő szerint értendők (UTC+2).

### A csoport
| Hely. | Csapat           | M | Gy | BGy | BV | V | G+ | G– | Gk  | P | Továbbjutás                   |
| ----- | ---------------- | - | -- | --- | -- | - | -- | -- | --- | - | ----------------------------- |
| 1.    | Görögország      | 3 | 3  | 0   | 0  | 0 | 46 | 25 | +21 | 9 | Továbbjutott a negyeddöntőbe  |
| 2.    | Egyesült Államok | 3 | 2  | 0   | 0  | 1 | 48 | 28 | +20 | 6 | Továbbjutott a nyolcaddöntőbe |
| 3.    | Ausztrália       | 3 | 1  | 0   | 0  | 2 | 39 | 35 | +4  | 3 | Továbbjutott a nyolcaddöntőbe |
| 4.    | Kazahsztán       | 3 | 0  | 0   | 0  | 3 | 13 | 58 | −45 | 0 |                               |

| 2023. július 17. 9:00 (2:00) | Kazahsztán           | 5–18        | Egyesült Államok | Marine Messe Fukuoka, Fukuoka Játékvezetők: Chisato Kurosaki (JPN), David Gómez (ESP) |
| 2023. július 17. 9:00 (2:00) | (1–5, 4–4, 0–4, 0–5) |             |                  | Marine Messe Fukuoka, Fukuoka Játékvezetők: Chisato Kurosaki (JPN), David Gómez (ESP) |
| 2023. július 17. 9:00 (2:00) | Markovich 3          | Jegyzőkönyv | Abramson 5       | Marine Messe Fukuoka, Fukuoka Játékvezetők: Chisato Kurosaki (JPN), David Gómez (ESP) |

| 2023. július 17. 10:30 (3:30) | Ausztrália           | 9–13        | Görögország    | Marine Messe Fukuoka, Fukuoka Játékvezetők: Adrian-Tiberiu Alexandrescu (ROU), Veselin Mišković (MNE) |
| 2023. július 17. 10:30 (3:30) | (2–2, 1–3, 3–3, 3–5) |             |                | Marine Messe Fukuoka, Fukuoka Játékvezetők: Adrian-Tiberiu Alexandrescu (ROU), Veselin Mišković (MNE) |
| 2023. július 17. 10:30 (3:30) | Power 4              | Jegyzőkönyv | Arjirópulosz 3 | Marine Messe Fukuoka, Fukuoka Játékvezetők: Adrian-Tiberiu Alexandrescu (ROU), Veselin Mišković (MNE) |

| 2023. július 19. 17:30 (10:30) | Görögország          | 18–2        | Kazahsztán        | Marine Messe Fukuoka, Fukuoka Játékvezetők: Raffaele Colombo (ITA), Germán Moller (ARG) |
| 2023. július 19. 17:30 (10:30) | (6–1, 5–0, 4–1, 3–0) |             |                   | Marine Messe Fukuoka, Fukuoka Játékvezetők: Raffaele Colombo (ITA), Germán Moller (ARG) |
| 2023. július 19. 17:30 (10:30) | három játékos 3      | Jegyzőkönyv | Akhmetov, Ruday 1 | Marine Messe Fukuoka, Fukuoka Játékvezetők: Raffaele Colombo (ITA), Germán Moller (ARG) |

| 2023. július 19. 20:30 (13:30) | Egyesült Államok     | 16–8        | Ausztrália         | Marine Messe Fukuoka, Fukuoka Játékvezetők: Boris Margeta (SLO), Vojin Putniković (SRB) |
| 2023. július 19. 20:30 (13:30) | (3–4, 3–2, 4–1, 6–1) |             |                    | Marine Messe Fukuoka, Fukuoka Játékvezetők: Boris Margeta (SLO), Vojin Putniković (SRB) |
| 2023. július 19. 20:30 (13:30) | Daube 5              | Jegyzőkönyv | Pavillard, Power 3 | Marine Messe Fukuoka, Fukuoka Játékvezetők: Boris Margeta (SLO), Vojin Putniković (SRB) |

| 2023. július 21. 13:30 (6:30) | Egyesült Államok     | 14–15       | Görögország                   | Marine Messe Fukuoka, Fukuoka Játékvezetők: Boris Margeta (SLO), Frank Ohme (GER) |
| 2023. július 21. 13:30 (6:30) | (3–3, 6–1, 2–4, 3–7) |             |                               | Marine Messe Fukuoka, Fukuoka Játékvezetők: Boris Margeta (SLO), Frank Ohme (GER) |
| 2023. július 21. 13:30 (6:30) | Irving 6             | Jegyzőkönyv | Jenidúniasz, Papanasztaszíu 4 | Marine Messe Fukuoka, Fukuoka Játékvezetők: Boris Margeta (SLO), Frank Ohme (GER) |

| 2023. július 21. 16:00 (9:00) | Ausztrália           | 22–6        | Kazahsztán | Marine Messe Fukuoka, Fukuoka Játékvezetők: Kovács-Csatlós Tamás (HUN), David Gómez (ESP) |
| 2023. július 21. 16:00 (9:00) | (7–2, 3–0, 4–2, 8–2) |             |            | Marine Messe Fukuoka, Fukuoka Játékvezetők: Kovács-Csatlós Tamás (HUN), David Gómez (ESP) |
| 2023. július 21. 16:00 (9:00) | Negus, Poot 4        | Jegyzőkönyv | Artyukh 2  | Marine Messe Fukuoka, Fukuoka Játékvezetők: Kovács-Csatlós Tamás (HUN), David Gómez (ESP) |

### B csoport
| Hely. | Csapat        | M | Gy | BGy | BV | V | G+ | G– | Gk  | P | Továbbjutás                   |
| ----- | ------------- | - | -- | --- | -- | - | -- | -- | --- | - | ----------------------------- |
| 1.    | Olaszország   | 3 | 3  | 0   | 0  | 0 | 55 | 17 | +38 | 9 | Továbbjutott a negyeddöntőbe  |
| 2.    | Franciaország | 3 | 2  | 0   | 0  | 1 | 38 | 32 | +6  | 6 | Továbbjutott a nyolcaddöntőbe |
| 3.    | Kanada        | 3 | 1  | 0   | 0  | 2 | 30 | 49 | −19 | 3 | Továbbjutott a nyolcaddöntőbe |
| 4.    | Kína          | 3 | 0  | 0   | 0  | 3 | 23 | 48 | −25 | 0 |                               |

| 2023. július 17. 12:00 (5:00) | Kanada                        | 13–10       | Kína   | Marine Messe Fukuoka, Fukuoka Játékvezetők: Kovács-Csatlós Tamás (HUN), Nenad Peris (CRO) |
| 2023. július 17. 12:00 (5:00) | (4–0, 3–6, 4–4, 2–0)          |             |        | Marine Messe Fukuoka, Fukuoka Játékvezetők: Kovács-Csatlós Tamás (HUN), Nenad Peris (CRO) |
| 2023. július 17. 12:00 (5:00) | Constantin-Bicari, Gardijan 3 | Jegyzőkönyv | Peng 4 | Marine Messe Fukuoka, Fukuoka Játékvezetők: Kovács-Csatlós Tamás (HUN), Nenad Peris (CRO) |

| 2023. július 17. 13:30 (6:30) | Franciaország        | 6–13        | Olaszország | Marine Messe Fukuoka, Fukuoka Játékvezetők: Vojin Putniković (SRB), Michiel Zwartt (NED) |
| 2023. július 17. 13:30 (6:30) | (3–2, 2–3, 0–3, 1–5) |             |             | Marine Messe Fukuoka, Fukuoka Játékvezetők: Vojin Putniković (SRB), Michiel Zwartt (NED) |
| 2023. július 17. 13:30 (6:30) | Crousillat, Khasz 2  | Jegyzőkönyv | Fondelli 4  | Marine Messe Fukuoka, Fukuoka Játékvezetők: Vojin Putniković (SRB), Michiel Zwartt (NED) |

| 2023. július 19. 9:00 (2:00) | Olaszország           | 24–6        | Kanada              | Marine Messe Fukuoka, Fukuoka Játékvezetők: Kovács-Csatlós Tamás (HUN), David Gómez (ESP) |
| 2023. július 19. 9:00 (2:00) | (6–0 , 4–2, 8–4, 6–0) |             |                     | Marine Messe Fukuoka, Fukuoka Játékvezetők: Kovács-Csatlós Tamás (HUN), David Gómez (ESP) |
| 2023. július 19. 9:00 (2:00) | három játékos 4       | Jegyzőkönyv | Constantin-Bicari 3 | Marine Messe Fukuoka, Fukuoka Játékvezetők: Kovács-Csatlós Tamás (HUN), David Gómez (ESP) |

| 2023. július 19. 10:30 (3:30) | Kína                 | 8–17        | Franciaország | Marine Messe Fukuoka, Fukuoka Játékvezetők: Michiel Zwartt (NED), Veselin Mišković (MNE) |
| 2023. július 19. 10:30 (3:30) | (1–4, 4–6, 0–4, 3–3) |             |               | Marine Messe Fukuoka, Fukuoka Játékvezetők: Michiel Zwartt (NED), Veselin Mišković (MNE) |
| 2023. július 19. 10:30 (3:30) | Chen R., Xie 2       | Jegyzőkönyv | Marzouki 4    | Marine Messe Fukuoka, Fukuoka Játékvezetők: Michiel Zwartt (NED), Veselin Mišković (MNE) |

| 2023. július 21. 17:30 (10:30) | Kína                 | 5–18        | Olaszország          | Marine Messe Fukuoka, Fukuoka Játékvezetők: Veselin Mišković (MNE), Germán Moller (ARG) |
| 2023. július 21. 17:30 (10:30) | (2–2, 1–7, 2–6, 0–3) |             |                      | Marine Messe Fukuoka, Fukuoka Játékvezetők: Veselin Mišković (MNE), Germán Moller (ARG) |
| 2023. július 21. 17:30 (10:30) | Chen Z. 2            | Jegyzőkönyv | Di Fulvio, Condemi 4 | Marine Messe Fukuoka, Fukuoka Játékvezetők: Veselin Mišković (MNE), Germán Moller (ARG) |

| 2023. július 21. 20:30 (13:30) | Franciaország        | 15–11       | Kanada          | Marine Messe Fukuoka, Fukuoka Játékvezetők: Nenad Peris (CRO), Vojin Putniković (SRB) |
| 2023. július 21. 20:30 (13:30) | (5–4, 5–3, 3–2, 2–2) |             |                 | Marine Messe Fukuoka, Fukuoka Játékvezetők: Nenad Peris (CRO), Vojin Putniković (SRB) |
| 2023. július 21. 20:30 (13:30) | három játékos 3      | Jegyzőkönyv | három játékos 3 | Marine Messe Fukuoka, Fukuoka Játékvezetők: Nenad Peris (CRO), Vojin Putniković (SRB) |

### C csoport
| Hely. | Csapat       | M | Gy | BGy | BV | V | G+ | G– | Gk  | P | Továbbjutás                   |
| ----- | ------------ | - | -- | --- | -- | - | -- | -- | --- | - | ----------------------------- |
| 1.    | Magyarország | 3 | 3  | 0   | 0  | 0 | 49 | 31 | +18 | 9 | Továbbjutott a negyeddöntőbe  |
| 2.    | Horvátország | 3 | 2  | 0   | 0  | 1 | 51 | 29 | +22 | 6 | Továbbjutott a nyolcaddöntőbe |
| 3.    | Japán (R)    | 3 | 1  | 0   | 0  | 2 | 40 | 42 | −2  | 3 | Továbbjutott a nyolcaddöntőbe |
| 4.    | Argentína    | 3 | 0  | 0   | 0  | 3 | 27 | 65 | −38 | 0 |                               |

| 2023. július 17. 16:00 (9:00) | Argentína            | 5–24        | Horvátország     | Marine Messe Fukuoka, Fukuoka Játékvezetők: David Couper (NZL), Jennifer McCall (USA) |
| 2023. július 17. 16:00 (9:00) | (2–8, 1–4, 0–7, 2–5) |             |                  | Marine Messe Fukuoka, Fukuoka Játékvezetők: David Couper (NZL), Jennifer McCall (USA) |
| 2023. július 17. 16:00 (9:00) | öt játékos 1         | Jegyzőkönyv | Marinić Kragić 5 | Marine Messe Fukuoka, Fukuoka Játékvezetők: David Couper (NZL), Jennifer McCall (USA) |

| 2023. július 17. 17:30 (10:30) | Magyarország         | 16–8        | Japán            | Marine Messe Fukuoka, Fukuoka Játékvezetők: Zhang Liang (CHN), Nicola Johnson (AUS) |
| 2023. július 17. 17:30 (10:30) | (4–4, 3–2, 3–1, 6–1) |             |                  | Marine Messe Fukuoka, Fukuoka Játékvezetők: Zhang Liang (CHN), Nicola Johnson (AUS) |
| 2023. július 17. 17:30 (10:30) | Jansik, Zalánki 4    | Jegyzőkönyv | Suzuki, Takata 2 | Marine Messe Fukuoka, Fukuoka Játékvezetők: Zhang Liang (CHN), Nicola Johnson (AUS) |

| 2023. július 19. 12:00 (5:00) | Horvátország         | 10–12       | Magyarország | Marine Messe Fukuoka, Fukuoka Játékvezetők: Adrian-Tiberiu Alexandrescu (ROU), Frank Ohme (GER) |
| 2023. július 19. 12:00 (5:00) | (1–3, 2–2, 3–3, 4–4) |             |              | Marine Messe Fukuoka, Fukuoka Játékvezetők: Adrian-Tiberiu Alexandrescu (ROU), Frank Ohme (GER) |
| 2023. július 19. 12:00 (5:00) | három játékos 2      | Jegyzőkönyv | Zalánki 3    | Marine Messe Fukuoka, Fukuoka Játékvezetők: Adrian-Tiberiu Alexandrescu (ROU), Frank Ohme (GER) |

| 2023. július 19. 19:00 (12:00) | Japán                | 20–9        | Argentína | Marine Messe Fukuoka, Fukuoka Játékvezetők: Zhang Liang (CHN), Darren Spiritsanto (USA) |
| 2023. július 19. 19:00 (12:00) | (6–1, 4–2, 4–2, 6–4) |             |           | Marine Messe Fukuoka, Fukuoka Játékvezetők: Zhang Liang (CHN), Darren Spiritsanto (USA) |
| 2023. július 19. 19:00 (12:00) | Watanabe 5           | Jegyzőkönyv | Martino 3 | Marine Messe Fukuoka, Fukuoka Játékvezetők: Zhang Liang (CHN), Darren Spiritsanto (USA) |

| 2023. július 21. 9:00 (2:00) | Magyarország         | 21–13       | Argentína         | Marine Messe Fukuoka, Fukuoka Játékvezetők: Zhang Liang (CHN), Alessia Ferrari (ITA) |
| 2023. július 21. 9:00 (2:00) | (7–1, 5–4, 4–4, 5–4) |             |                   | Marine Messe Fukuoka, Fukuoka Játékvezetők: Zhang Liang (CHN), Alessia Ferrari (ITA) |
| 2023. július 21. 9:00 (2:00) | Vigvári Vi. 4        | Jegyzőkönyv | Camnasio, Corsi 3 | Marine Messe Fukuoka, Fukuoka Játékvezetők: Zhang Liang (CHN), Alessia Ferrari (ITA) |

| 2023. július 21. 19:00 (12:00) | Horvátország         | 17–12       | Japán    | Marine Messe Fukuoka, Fukuoka Játékvezetők: Georgios Stavridis (GRE), Michiel Zwartt (NED) |
| 2023. július 21. 19:00 (12:00) | (4–3, 3–3, 8–3, 2–3) |             |          | Marine Messe Fukuoka, Fukuoka Játékvezetők: Georgios Stavridis (GRE), Michiel Zwartt (NED) |
| 2023. július 21. 19:00 (12:00) | Harkov 4             | Jegyzőkönyv | Adachi 4 | Marine Messe Fukuoka, Fukuoka Játékvezetők: Georgios Stavridis (GRE), Michiel Zwartt (NED) |

### D csoport
| Hely. | Csapat                  | M | Gy | BGy | BV | V | G+ | G– | Gk  | P | Továbbjutás                   |
| ----- | ----------------------- | - | -- | --- | -- | - | -- | -- | --- | - | ----------------------------- |
| 1.    | Spanyolország           | 3 | 3  | 0   | 0  | 0 | 54 | 27 | +27 | 9 | Továbbjutott a negyeddöntőbe  |
| 2.    | Szerbia                 | 3 | 1  | 1   | 0  | 1 | 61 | 36 | +25 | 5 | Továbbjutott a nyolcaddöntőbe |
| 3.    | Montenegró              | 3 | 1  | 0   | 1  | 1 | 57 | 38 | +19 | 4 | Továbbjutott a nyolcaddöntőbe |
| 4.    | Dél-afrikai Köztársaság | 3 | 0  | 0   | 0  | 3 | 21 | 92 | −71 | 0 |                               |

| 2023. július 17. 19:00 (12:00) | Montenegró             | 35–10       | Dél-afrikai Köztársaság | Marine Messe Fukuoka, Fukuoka Játékvezetők: Sebastien Dervieux (FRA), Georgios Stavridis (GRE) |
| 2023. július 17. 19:00 (12:00) | (6–1, 10–0, 9–5, 10–4) |             |                         | Marine Messe Fukuoka, Fukuoka Játékvezetők: Sebastien Dervieux (FRA), Georgios Stavridis (GRE) |
| 2023. július 17. 19:00 (12:00) | Radović 7              | Jegyzőkönyv | négy játékos 2          | Marine Messe Fukuoka, Fukuoka Játékvezetők: Sebastien Dervieux (FRA), Georgios Stavridis (GRE) |

| 2023. július 17. 20:30 (13:30) | Szerbia              | 14–16       | Spanyolország | Marine Messe Fukuoka, Fukuoka Játékvezetők: Boris Margeta (SLO), Raffaele Colombo (ITA) |
| 2023. július 17. 20:30 (13:30) | (2–3, 3–5, 5–5, 4–3) |             |               | Marine Messe Fukuoka, Fukuoka Játékvezetők: Boris Margeta (SLO), Raffaele Colombo (ITA) |
| 2023. július 17. 20:30 (13:30) | Rašović 6            | Jegyzőkönyv | Granados 5    | Marine Messe Fukuoka, Fukuoka Játékvezetők: Boris Margeta (SLO), Raffaele Colombo (ITA) |

| 2023. július 19. 13:30 (6:30) | Spanyolország        | 11–7          | Montenegró | Marine Messe Fukuoka, Fukuoka Játékvezetők: Georgios Stavridis (GRE), Sebastien Dervieux (FRA) |
| 2023. július 19. 13:30 (6:30) | (2–2, 3–2, 4–2, 2–1) |               |            | Marine Messe Fukuoka, Fukuoka Játékvezetők: Georgios Stavridis (GRE), Sebastien Dervieux (FRA) |
| 2023. július 19. 13:30 (6:30) | Perrone 5            | [=Jegyzőkönyv | Đurđić 2   | Marine Messe Fukuoka, Fukuoka Játékvezetők: Georgios Stavridis (GRE), Sebastien Dervieux (FRA) |

| 2023. július 19. 16:00 (9:00) | Dél-afrikai Köztársaság | 5–30        | Szerbia           | Marine Messe Fukuoka, Fukuoka Játékvezetők: David Couper (NZL), Chisato Kurosaki (JPN) |
| 2023. július 19. 16:00 (9:00) | (1–8, 1–9, 1–7, 2–6)    |             |                   | Marine Messe Fukuoka, Fukuoka Játékvezetők: David Couper (NZL), Chisato Kurosaki (JPN) |
| 2023. július 19. 16:00 (9:00) | Laurenson 2             | Jegyzőkönyv | Jakšić, Rašović 6 | Marine Messe Fukuoka, Fukuoka Játékvezetők: David Couper (NZL), Chisato Kurosaki (JPN) |

| 2023. július 21. 10:30 (3:30) | Dél-afrikai Köztársaság | 6–27        | Spanyolország | Marine Messe Fukuoka, Fukuoka Játékvezetők: Sebastien Dervieux (FRA), Natalia Markopoulou (GRE) |
| 2023. július 21. 10:30 (3:30) | (2–8, 2–7, 2–8, 0–4)    |             |               | Marine Messe Fukuoka, Fukuoka Játékvezetők: Sebastien Dervieux (FRA), Natalia Markopoulou (GRE) |
| 2023. július 21. 10:30 (3:30) | Badenhorst 2            | Jegyzőkönyv | Valera 5      | Marine Messe Fukuoka, Fukuoka Játékvezetők: Sebastien Dervieux (FRA), Natalia Markopoulou (GRE) |

| 2023. július 21. 12:00 (5:00) | Szerbia              | 13–13       | Montenegró | Marine Messe Fukuoka, Fukuoka Játékvezetők: Adrian-Tiberiu Alexandrescu (ROU), Darren Spiritsanto (USA) |
| 2023. július 21. 12:00 (5:00) | (3–6, 4–2, 2–3, 4–2) |             |            | Marine Messe Fukuoka, Fukuoka Játékvezetők: Adrian-Tiberiu Alexandrescu (ROU), Darren Spiritsanto (USA) |
| 2023. július 21. 12:00 (5:00) | Vučinić 5            | Jegyzőkönyv | Matković 3 | Marine Messe Fukuoka, Fukuoka Játékvezetők: Adrian-Tiberiu Alexandrescu (ROU), Darren Spiritsanto (USA) |
| 2023. július 21. 12:00 (5:00) | Büntetőpárbaj:       |             |            | Marine Messe Fukuoka, Fukuoka Játékvezetők: Adrian-Tiberiu Alexandrescu (ROU), Darren Spiritsanto (USA) |
| 2023. július 21. 12:00 (5:00) | 4–2                  |             |            | Marine Messe Fukuoka, Fukuoka Játékvezetők: Adrian-Tiberiu Alexandrescu (ROU), Darren Spiritsanto (USA) |

## Egyenes kieséses szakasz
|  |               |                  |               |            |               |              |                  |              |               |               |               |           |               |               |               |            |       |       |
|  | Nyolcaddöntők | Nyolcaddöntők    | Nyolcaddöntők |            |               | Negyeddöntők | Negyeddöntők     | Negyeddöntők |               |               | Elődöntők     | Elődöntők | Elődöntők     |               |               | Döntő      | Döntő | Döntő |
|  | Nyolcaddöntők | Nyolcaddöntők    | Nyolcaddöntők |            |               | Negyeddöntők | Negyeddöntők     | Negyeddöntők |               |               | Elődöntők     | Elődöntők | Elődöntők     |               |               | Döntő      | Döntő | Döntő |
|  | július 23.    | július 23.       | július 23.    | július 25. | július 25.    | július 25.   |                  |              |               |               |               |           |               |               |               |            |       |       |
|  | július 23.    | július 23.       | július 23.    | július 25. | július 25.    | július 25.   |                  |              |               |               |               |           |               |               |               |            |       |       |
|  | C2            | Horvátország     | 12            | A1         | Görögország   | 10           |                  |              |               |               |               |           |               |               |               |            |       |       |
|  | C2            | Horvátország     | 12            | A1         | Görögország   | 10           | július 27.       |              |               |               |               |           |               |               |               |            |       |       |
|  | D3            | Montenegró       | 13            |            |               |              | Montenegró       | 9            |               |               |               |           |               |               |               |            |       |       |
|  | D3            | Montenegró       | 13            |            |               |              | Montenegró       | 9            |               | Görögország   | Görögország   | 13        |               |               |               |            |       |       |
|  | július 23.    | július 23.       | július 23.    | július 25. | július 25.    | július 25.   |                  |              |               | Görögország   | Görögország   | 13        |               |               |               |            |       |       |
|  | július 23.    | július 23.       | július 23.    | július 25. | július 25.    | július 25.   |                  |              | Szerbia       | Szerbia       | 7             |           |               |               |               |            |       |       |
|  | C3            | Japán            | 10            | B1         | Olaszország   | 11 (3)       |                  |              | Szerbia       | Szerbia       | 7             |           |               |               |               |            |       |       |
|  | C3            | Japán            | 10            | B1         | Olaszország   | 11 (3)       |                  | július 29.   |               |               |               |           |               |               |               |            |       |       |
|  | D2            | Szerbia          | 16            |            |               |              | Szerbia          | 11 (4)       |               |               |               |           |               |               |               |            |       |       |
|  | D2            | Szerbia          | 16            |            |               |              | Szerbia          | 11 (4)       |               | Görögország   | Görögország   | 10 (3)    |               |               |               |            |       |       |
|  | július 23.    | július 23.       | július 23.    | július 25. | július 25.    | július 25.   |                  |              |               | Görögország   | Görögország   | 10 (3)    |               |               |               |            |       |       |
|  | július 23.    | július 23.       | július 23.    | július 25. | július 25.    | július 25.   |                  |              | Magyarország  | Magyarország  | 10 (4)        |           |               |               |               |            |       |       |
|  | A2            | Egyesült Államok | 13            | C1         | Magyarország  | 13           |                  |              |               | Magyarország  | 10 (4)        |           |               |               |               |            |       |       |
|  | A2            | Egyesült Államok | 13            | C1         | Magyarország  | 13           | július 27.       |              |               |               |               |           |               |               |               |            |       |       |
|  | B3            | Kanada           | 10            |            |               |              | Egyesült Államok | 12           |               |               |               |           |               |               |               |            |       |       |
|  | B3            | Kanada           | 10            |            |               |              | Egyesült Államok | 12           |               | Magyarország  | Magyarország  | 12        | Bronzmérkőzés | Bronzmérkőzés | Bronzmérkőzés |            |       |       |
|  | július 23.    | július 23.       | július 23.    | július 25. | július 25.    | július 25.   |                  |              |               | Magyarország  | Magyarország  | 12        | Bronzmérkőzés | Bronzmérkőzés | Bronzmérkőzés |            |       |       |
|  | július 23.    | július 23.       | július 23.    | július 25. | július 25.    | július 25.   |                  |              | Spanyolország | Spanyolország | 11            |           |               | július 29.    | július 29.    | július 29. |       |       |
|  | A3            | Ausztrália       | 8             | D1         | Spanyolország | 7            |                  |              | Spanyolország | Spanyolország | 11            |           |               | július 29.    | július 29.    | július 29. |       |       |
|  | A3            | Ausztrália       | 8             | D1         | Spanyolország | 7            |                  |              |               |               |               |           |               | Szerbia       | Szerbia       | 6          |       |       |
|  | B2            | Franciaország    | 11            |            |               |              | Franciaország    | 6            |               |               |               |           |               | Szerbia       | Szerbia       | 6          |       |       |
|  | B2            | Franciaország    | 11            |            |               |              | Franciaország    | 6            |               | Spanyolország | Spanyolország | 9         |               |               |               |            |       |       |
|  |               |                  |               |            |               |              |                  |              |               | Spanyolország | Spanyolország | 9         |               |               |               |            |       |       |

### Nyolcaddöntők
| 2023. július 23. 14:00 (7:00) | Egyesült Államok     | 13–10       | Kanada              | Marine Messe Fukuoka, Fukuoka Játékvezetők: Sebastien Dervieux (FRA), David Gómez (ESP) |
| 2023. július 23. 14:00 (7:00) | (3–1, 3–4, 2–1, 5–4) |             |                     | Marine Messe Fukuoka, Fukuoka Játékvezetők: Sebastien Dervieux (FRA), David Gómez (ESP) |
| 2023. július 23. 14:00 (7:00) | Daube 7              | Jegyzőkönyv | Constantin-Bicari 4 | Marine Messe Fukuoka, Fukuoka Játékvezetők: Sebastien Dervieux (FRA), David Gómez (ESP) |

| 2023. július 23. 15:30 (8:30) | Ausztrália           | 8–11        | Franciaország | Marine Messe Fukuoka, Fukuoka Játékvezetők: Adrian-Tiberiu Alexandrescu (ROU), Darren Spiritsanto (USA) |
| 2023. július 23. 15:30 (8:30) | (0–4, 5–2, 2–4, 1–1) |             |               | Marine Messe Fukuoka, Fukuoka Játékvezetők: Adrian-Tiberiu Alexandrescu (ROU), Darren Spiritsanto (USA) |
| 2023. július 23. 15:30 (8:30) | Negus, Pavillard 2   | Jegyzőkönyv | Vernoux 4     | Marine Messe Fukuoka, Fukuoka Játékvezetők: Adrian-Tiberiu Alexandrescu (ROU), Darren Spiritsanto (USA) |

| 2023. július 23. 17:00 (10:00) | Horvátország         | 12–13       | Montenegró          | Marine Messe Fukuoka, Fukuoka Játékvezetők: Boris Margeta (SLO), Michiel Zwartt (NED) |
| 2023. július 23. 17:00 (10:00) | (3–2, 0–3, 5–4, 4–4) |             |                     | Marine Messe Fukuoka, Fukuoka Játékvezetők: Boris Margeta (SLO), Michiel Zwartt (NED) |
| 2023. július 23. 17:00 (10:00) | Marinić Kragić 4     | Jegyzőkönyv | Matković, Radović 4 | Marine Messe Fukuoka, Fukuoka Játékvezetők: Boris Margeta (SLO), Michiel Zwartt (NED) |

| 2023. július 23. 18:30 (11:30) | Japán                | 10–16       | Szerbia              | Marine Messe Fukuoka, Fukuoka Játékvezetők: Kovács-Csatlós Tamás (HUN), Veselin Mišković (MNE) |
| 2023. július 23. 18:30 (11:30) | (3–3, 2–3, 2–7, 3–3) |             |                      | Marine Messe Fukuoka, Fukuoka Játékvezetők: Kovács-Csatlós Tamás (HUN), Veselin Mišković (MNE) |
| 2023. július 23. 18:30 (11:30) | Inaba 4              | Jegyzőkönyv | Radulović, Rašović 3 | Marine Messe Fukuoka, Fukuoka Játékvezetők: Kovács-Csatlós Tamás (HUN), Veselin Mišković (MNE) |

### Negyeddöntők
| 2023. július 25. 16:00 (9:00) | Görögország          | 10–9        | Montenegró | Marine Messe Fukuoka, Fukuoka Játékvezetők: Boris Margeta (SLO), Kovács-Csatlós Tamás (HUN) |
| 2023. július 25. 16:00 (9:00) | (2–1, 4–3, 1–3, 3–2) |             |            | Marine Messe Fukuoka, Fukuoka Játékvezetők: Boris Margeta (SLO), Kovács-Csatlós Tamás (HUN) |
| 2023. július 25. 16:00 (9:00) | Jenidúniasz 5        | Jegyzőkönyv | Radović 3  | Marine Messe Fukuoka, Fukuoka Játékvezetők: Boris Margeta (SLO), Kovács-Csatlós Tamás (HUN) |

| 2023. július 25. 17:30 (10:30) | Olaszország          | 11–11       | Szerbia   | Marine Messe Fukuoka, Fukuoka Játékvezetők: Michiel Zwartt (NED), Frank Ohme (GER) |
| 2023. július 25. 17:30 (10:30) | (3–3, 2–2, 4–4, 2–2) |             |           | Marine Messe Fukuoka, Fukuoka Játékvezetők: Michiel Zwartt (NED), Frank Ohme (GER) |
| 2023. július 25. 17:30 (10:30) | Di Fulvio 3          | Jegyzőkönyv | Rašović 4 | Marine Messe Fukuoka, Fukuoka Játékvezetők: Michiel Zwartt (NED), Frank Ohme (GER) |
| 2023. július 25. 17:30 (10:30) | Büntetőpárbaj:       |             |           | Marine Messe Fukuoka, Fukuoka Játékvezetők: Michiel Zwartt (NED), Frank Ohme (GER) |
| 2023. július 25. 17:30 (10:30) | 3–4                  |             |           | Marine Messe Fukuoka, Fukuoka Játékvezetők: Michiel Zwartt (NED), Frank Ohme (GER) |

| 2023. július 25. 19:00 (12:00) | Magyarország         | 13–12       | Egyesült Államok | Marine Messe Fukuoka, Fukuoka Játékvezetők: Adrian-Tiberiu Alexandrescu (ROU), Vojin Putniković (SRB) |
| 2023. július 25. 19:00 (12:00) | (4–4, 3–1, 3–2, 3–5) |             |                  | Marine Messe Fukuoka, Fukuoka Játékvezetők: Adrian-Tiberiu Alexandrescu (ROU), Vojin Putniković (SRB) |
| 2023. július 25. 19:00 (12:00) | Zalánki 6            | Jegyzőkönyv | Bowen 4          | Marine Messe Fukuoka, Fukuoka Játékvezetők: Adrian-Tiberiu Alexandrescu (ROU), Vojin Putniković (SRB) |

| 2023. július 25. 20:30 (13:30) | Spanyolország        | 7–6         | Franciaország       | Marine Messe Fukuoka, Fukuoka Játékvezetők: Georgios Stavridis (GRE), Raffaele Colombo (ITA) |
| 2023. július 25. 20:30 (13:30) | (1–2, 1–2, 2–1, 3–1) |             |                     | Marine Messe Fukuoka, Fukuoka Játékvezetők: Georgios Stavridis (GRE), Raffaele Colombo (ITA) |
| 2023. július 25. 20:30 (13:30) | Tahull 2             | Jegyzőkönyv | Bouet, Crousillat 2 | Marine Messe Fukuoka, Fukuoka Játékvezetők: Georgios Stavridis (GRE), Raffaele Colombo (ITA) |

### A 13–16. helyért
| 2023. július 23. 9:00 (2:00) | Kazahsztán           | 12–5        | Kína     | Marine Messe Fukuoka, Fukuoka Játékvezetők: Chisato Kurosaki (JPN), Vojin Putniković (SRB) |
| 2023. július 23. 9:00 (2:00) | (1–1, 4–0, 3–1, 4–3) |             |          | Marine Messe Fukuoka, Fukuoka Játékvezetők: Chisato Kurosaki (JPN), Vojin Putniković (SRB) |
| 2023. július 23. 9:00 (2:00) | Markovich 4          | Jegyzőkönyv | Xie Z. 3 | Marine Messe Fukuoka, Fukuoka Játékvezetők: Chisato Kurosaki (JPN), Vojin Putniković (SRB) |

| 2023. július 23. 10:30 (3:30) | Argentína            | 15–6        | Dél-afrikai Köztársaság | Marine Messe Fukuoka, Fukuoka Játékvezetők: Debreceni Nóra (HUN), David Couper (NZL) |
| 2023. július 23. 10:30 (3:30) | (3–0, 4–2, 5–1, 3–3) |             |                         | Marine Messe Fukuoka, Fukuoka Játékvezetők: Debreceni Nóra (HUN), David Couper (NZL) |
| 2023. július 23. 10:30 (3:30) | Camnasio 4           | Jegyzőkönyv | Wheeler 2               | Marine Messe Fukuoka, Fukuoka Játékvezetők: Debreceni Nóra (HUN), David Couper (NZL) |

### A 9–12. helyért
| 2023. július 25. 12:00 (5:00) | Kanada               | 5–13        | Horvátország   | Marine Messe Fukuoka, Fukuoka Játékvezetők: Veselin Mišković (MNE), Zhang Liang (CHN) |
| 2023. július 25. 12:00 (5:00) | (2–3, 1–3, 1–5, 1–2) |             |                | Marine Messe Fukuoka, Fukuoka Játékvezetők: Veselin Mišković (MNE), Zhang Liang (CHN) |
| 2023. július 25. 12:00 (5:00) | öt játékos 1         | Jegyzőkönyv | Butić, Lazić 3 | Marine Messe Fukuoka, Fukuoka Játékvezetők: Veselin Mišković (MNE), Zhang Liang (CHN) |

| 2023. július 25. 13:30 (6:30) | Ausztrália           | 16–15       | Japán            | Marine Messe Fukuoka, Fukuoka Játékvezetők: David Gómez (ESP), Darren Spiritsanto (USA) |
| 2023. július 25. 13:30 (6:30) | (5–3, 4–7, 4–3, 3–2) |             |                  | Marine Messe Fukuoka, Fukuoka Játékvezetők: David Gómez (ESP), Darren Spiritsanto (USA) |
| 2023. július 25. 13:30 (6:30) | Pavillard 4          | Jegyzőkönyv | Adachi, Takata 4 | Marine Messe Fukuoka, Fukuoka Játékvezetők: David Gómez (ESP), Darren Spiritsanto (USA) |

### Az 5–8. helyért
| 2023. július 27. 14:00 (7:00) | Montenegró           | 6–10        | Olaszország | Marine Messe Fukuoka, Fukuoka Játékvezetők: Adrian-Tiberiu Alexandrescu (ROU), Tamás Kovács-Csatlós (HUN) |
| 2023. július 27. 14:00 (7:00) | (1–1, 1–3, 2–3, 2–3) |             |             | Marine Messe Fukuoka, Fukuoka Játékvezetők: Adrian-Tiberiu Alexandrescu (ROU), Tamás Kovács-Csatlós (HUN) |
| 2023. július 27. 14:00 (7:00) | Perković 3           | Jegyzőkönyv | Damonte 3   | Marine Messe Fukuoka, Fukuoka Játékvezetők: Adrian-Tiberiu Alexandrescu (ROU), Tamás Kovács-Csatlós (HUN) |

| 2023. július 27. 15:30 (8:30) | Egyesült Államok     | 13–13       | Franciaország         | Marine Messe Fukuoka, Fukuoka Játékvezetők: Michiel Zwartt (NED), David Gómez (ESP) |
| 2023. július 27. 15:30 (8:30) | (3–1, 3–3, 5–4, 2–5) |             |                       | Marine Messe Fukuoka, Fukuoka Játékvezetők: Michiel Zwartt (NED), David Gómez (ESP) |
| 2023. július 27. 15:30 (8:30) | Bowen 5              | Jegyzőkönyv | Crousillat, Vernoux 3 | Marine Messe Fukuoka, Fukuoka Játékvezetők: Michiel Zwartt (NED), David Gómez (ESP) |
| 2023. július 27. 15:30 (8:30) | Büntetőpárbaj:       |             |                       | Marine Messe Fukuoka, Fukuoka Játékvezetők: Michiel Zwartt (NED), David Gómez (ESP) |
| 2023. július 27. 15:30 (8:30) | 3–5                  |             |                       | Marine Messe Fukuoka, Fukuoka Játékvezetők: Michiel Zwartt (NED), David Gómez (ESP) |

### Elődöntők
| 2023. július 27. 17:00 (10:00) | Görögország              | 13–7        | Szerbia           | Marine Messe Fukuoka, Fukuoka Játékvezetők: Nenad Peris (CRO), Raffaele Colombo (ITA) |
| 2023. július 27. 17:00 (10:00) | (3–2, 3–0, 3–3, 4–2)     |             |                   | Marine Messe Fukuoka, Fukuoka Játékvezetők: Nenad Peris (CRO), Raffaele Colombo (ITA) |
| 2023. július 27. 17:00 (10:00) | Arjirópulosz, Kakarisz 3 | Jegyzőkönyv | Jakšić, Rašović 2 | Marine Messe Fukuoka, Fukuoka Játékvezetők: Nenad Peris (CRO), Raffaele Colombo (ITA) |

| 2023. július 27. 18:30 (11:30) | Magyarország         | 12–11       | Spanyolország   | Marine Messe Fukuoka, Fukuoka Játékvezetők: Boris Margeta (SLO), Frank Ohme (GER) |
| 2023. július 27. 18:30 (11:30) | (3–3, 1–3, 3–2, 5–3) |             |                 | Marine Messe Fukuoka, Fukuoka Játékvezetők: Boris Margeta (SLO), Frank Ohme (GER) |
| 2023. július 27. 18:30 (11:30) | Manhercz 3           | Jegyzőkönyv | három játékos 2 | Marine Messe Fukuoka, Fukuoka Játékvezetők: Boris Margeta (SLO), Frank Ohme (GER) |

### A 15. helyért
| 2023. július 25. 9:00 (2:00) | Kína                 | 16–8        | Dél-afrikai Köztársaság | Marine Messe Fukuoka, Fukuoka Játékvezetők: Germán Moller (ARG), Hélène Painchaud (CAN) |
| 2023. július 25. 9:00 (2:00) | (3–2, 4–2, 4–1, 5–3) |             |                         | Marine Messe Fukuoka, Fukuoka Játékvezetők: Germán Moller (ARG), Hélène Painchaud (CAN) |
| 2023. július 25. 9:00 (2:00) | Chen Z. 7            | Jegyzőkönyv | Badenhorst, Howard 2    | Marine Messe Fukuoka, Fukuoka Játékvezetők: Germán Moller (ARG), Hélène Painchaud (CAN) |

### A 13. helyért
| 2023. július 25. 10:30 (3:30) | Kazahsztán               | 7–11        | Argentína | Marine Messe Fukuoka, Fukuoka Játékvezetők: Marta Cabanas (ESP), Lee-Anne Stewart (RSA) |
| 2023. július 25. 10:30 (3:30) | (1–5, 1–1, 3–3, 2–2)     |             |           | Marine Messe Fukuoka, Fukuoka Játékvezetők: Marta Cabanas (ESP), Lee-Anne Stewart (RSA) |
| 2023. július 25. 10:30 (3:30) | Markovich, Vuksanovich 2 | Jegyzőkönyv | Corsi 4   | Marine Messe Fukuoka, Fukuoka Játékvezetők: Marta Cabanas (ESP), Lee-Anne Stewart (RSA) |

### A 11. helyért
| 2023. július 27. 9:00 (2:00) | Kanada               | 11–23       | Japán   | Marine Messe Fukuoka, Fukuoka Játékvezetők: Vojin Putniković (SRB), Darren Spiritosanto (USA) |
| 2023. július 27. 9:00 (2:00) | (3–6, 3–6, 2–8, 3–3) |             |         | Marine Messe Fukuoka, Fukuoka Játékvezetők: Vojin Putniković (SRB), Darren Spiritosanto (USA) |
| 2023. július 27. 9:00 (2:00) | Djerkovic 3          | Jegyzőkönyv | Inaba 5 | Marine Messe Fukuoka, Fukuoka Játékvezetők: Vojin Putniković (SRB), Darren Spiritosanto (USA) |

### A 9. helyért
| 2023. július 27. 10:30 (3:30) | Horvátország         | 17–10       | Ausztrália | Marine Messe Fukuoka, Fukuoka Játékvezetők: Georgios Stavridis (GRE), Veselin Mišković (MNE) |
| 2023. július 27. 10:30 (3:30) | (3–2, 5–4, 6–2, 3–2) |             |            | Marine Messe Fukuoka, Fukuoka Játékvezetők: Georgios Stavridis (GRE), Veselin Mišković (MNE) |
| 2023. július 27. 10:30 (3:30) | Vukičević 5          | Jegyzőkönyv | Poot 3     | Marine Messe Fukuoka, Fukuoka Játékvezetők: Georgios Stavridis (GRE), Veselin Mišković (MNE) |

### A 7. helyért
| 2023. július 29. 11:30 (4:30) | Montenegró           | 12–12       | Egyesült Államok | Marine Messe Fukuoka, Fukuoka Játékvezetők: Matan Schwartz (ISR), Zhang Liang (CHN) |
| 2023. július 29. 11:30 (4:30) | (3–3, 4–4, 3–3, 2–2) |             |                  | Marine Messe Fukuoka, Fukuoka Játékvezetők: Matan Schwartz (ISR), Zhang Liang (CHN) |
| 2023. július 29. 11:30 (4:30) | három játékos 2      | Jegyzőkönyv | Hallock 4        | Marine Messe Fukuoka, Fukuoka Játékvezetők: Matan Schwartz (ISR), Zhang Liang (CHN) |
| 2023. július 29. 11:30 (4:30) | Büntetőpárbaj:       |             |                  | Marine Messe Fukuoka, Fukuoka Játékvezetők: Matan Schwartz (ISR), Zhang Liang (CHN) |
| 2023. július 29. 11:30 (4:30) | 3–5                  |             |                  | Marine Messe Fukuoka, Fukuoka Játékvezetők: Matan Schwartz (ISR), Zhang Liang (CHN) |

### Az 5. helyért
| 2023. július 29. 16:30 (9:30) | Olaszország          | 16–9        | Franciaország | Marine Messe Fukuoka, Fukuoka Játékvezetők: Kovács-Csatlós Tamás (HUN), Veselin Mišković (MNE) |
| 2023. július 29. 16:30 (9:30) | (1–2, 3–2, 7–3, 5–2) |             |               | Marine Messe Fukuoka, Fukuoka Játékvezetők: Kovács-Csatlós Tamás (HUN), Veselin Mišković (MNE) |
| 2023. július 29. 16:30 (9:30) | Di Fulvio 5          | Jegyzőkönyv | Crousillat 3  | Marine Messe Fukuoka, Fukuoka Játékvezetők: Kovács-Csatlós Tamás (HUN), Veselin Mišković (MNE) |

### Bronzmérkőzés
| 2023. július 29. 13:00 (6:00) | Szerbia              | 6–9         | Spanyolország | Marine Messe Fukuoka, Fukuoka Játékvezetők: Frank Ohme (GER), Raffaele Colombo (ITA) |
| 2023. július 29. 13:00 (6:00) | (3–3, 2–3, 0–2, 1–1) |             |               | Marine Messe Fukuoka, Fukuoka Játékvezetők: Frank Ohme (GER), Raffaele Colombo (ITA) |
| 2023. július 29. 13:00 (6:00) | Rašović 3            | Jegyzőkönyv | Granados 3    | Marine Messe Fukuoka, Fukuoka Játékvezetők: Frank Ohme (GER), Raffaele Colombo (ITA) |

### Döntő
| 2023. július 29. 18:00 (11:00) | Görögország          | 10–10       | Magyarország        | Marine Messe Fukuoka, Fukuoka Játékvezetők: Michiel Zwartt (NED), Vojin Putniković (SRB) |
| 2023. július 29. 18:00 (11:00) | (2–4, 2–1, 3–2, 3–3) |             |                     | Marine Messe Fukuoka, Fukuoka Játékvezetők: Michiel Zwartt (NED), Vojin Putniković (SRB) |
| 2023. július 29. 18:00 (11:00) | Jenidúniasz 4        | Jegyzőkönyv | Manhercz, Zalánki 3 | Marine Messe Fukuoka, Fukuoka Játékvezetők: Michiel Zwartt (NED), Vojin Putniković (SRB) |
| 2023. július 29. 18:00 (11:00) | Büntetőpárbaj:       |             |                     | Marine Messe Fukuoka, Fukuoka Játékvezetők: Michiel Zwartt (NED), Vojin Putniković (SRB) |
| 2023. július 29. 18:00 (11:00) | 3–4                  |             |                     | Marine Messe Fukuoka, Fukuoka Játékvezetők: Michiel Zwartt (NED), Vojin Putniković (SRB) |

| A 2023-as férfi vízilabda-világbajnokság győztese |
| ------------------------------------------------- |
| · Magyarország · 4. cím                           |

## Végeredmény
| Helyezés | Csapat                  |
| -------- | ----------------------- |
| Arany    | Magyarország            |
| Ezüst    | Görögország             |
| Bronz    | Spanyolország           |
| 4.       | Szerbia                 |
|          |                         |
| 5.       | Olaszország             |
| 6.       | Franciaország           |
| 7.       | Egyesült Államok        |
| 8.       | Montenegró              |
|          |                         |
| 9.       | Horvátország            |
| 10.      | Ausztrália              |
| 11.      | Kanada                  |
| 12.      | Japán                   |
|          |                         |
| 13.      | Argentína               |
| 14.      | Kazahsztán              |
| 15.      | Kína                    |
| 16.      | Dél-afrikai Köztársaság |

## Díjak
| Gólkirály - Strahinja Rašović – 26 gól Legértékesebb játékos (FINA) - Zalánki Gergő Legjobb kapus (FINA) - Manólisz Zerdevász | Média All-Star csapat - Manólisz Zerdevász – kapus - Hannes Daube - Manhercz Krisztián - Aléxandrosz Papanasztaszíu - Felipe Perrone - Strahinja Rašović - Zalánki Gergő |